# Jean-Antoine Morand
Pour les articles homonymes, voir Morand.
Jean-Antoine Morand est un artiste, ingénieur, architecte, urbaniste et promoteur, né à Briançon le 10 novembre 1727, mort guillotiné à Lyon le 24 janvier 1794, pour avoir pris part à la défense de la ville, lors du Siège de Lyon par les troupes de la Convention.

## Peintre et décorateur
Jean-Antoine Morand est issu d'une famille originaire de La Vallouise et installée à Briançon, fils d'un avocat au bailliage et Premier consul de la ville. Il aurait fugué à l’âge de quatorze ans pour échapper à une carrière ecclésiastique et suivre une vocation artistique.
En 1744, on le retrouve à Lyon où il collabore à la décoration de deux fêtes "mises en scène" par Étienne Montagnon, peintre et architecte ordinaire du Chapitre de Saint-Jean de 1725 à 1758, mort en 1762, sans doute son premier maître.
Dès 1748, Morand crée son propre atelier spécialisé dans les travaux de décoration intérieure en trompe-l’œil, principalement chez des particuliers. En diverses occasions, il conçoit et réalise des architectures éphémères. En 1753, il s’illustre en décorant la salle du Concert et, l’année suivante, la chapelle de la Visitation de Notre-Dame, dite des artisans, ou des affaneurs, au sein du collège de la Trinité, actuel collège-lycée Ampère. Pressenti par Soufflot pour réaliser les décors et machines du nouveau théâtre de Lyon, Morand se perfectionne à Paris auprès de Servandoni. 
Après le succès du théâtre lyonnais, Morand est appelé à Parme par Guillaume Du Tillot, ministre d’État du duché, qui lui confie la décoration du théâtre ducal à l’occasion du mariage de l’infante Isabelle avec l’archiduc Joseph, futur empereur d’Autriche. Morand en profite alors pour visiter l’Italie, et en particulier Rome, étape obligée dans la construction de l’image d’un artiste. Alors que sa carrière s’oriente vers l’architecture, Morand reste actif dans le domaine de la peinture décorative et de la scénographie.

## Architecte et urbaniste
À partir de 1757, Morand fait partie des investisseurs, réunis par Soufflot, pour le développement du nouveau quartier Saint-Clair, gagné sur une île du Rhône, au nord des Terreaux. Il achète trois parcelles sur lesquelles il élève lui-même trois immeubles, faisant ainsi ses premières armes d’architecte.
Conscient de la nécessité d’étendre la ville au-delà du Rhône, Morand réfléchit dès le début des années 1760 à différents projets pour les Brotteaux sur la rive gauche du Rhône. En 1764, il propose à l’Hôtel-Dieu de Lyon le plan d’un grand parc aménagé sur ses vastes possessions. Ce plan étant rejeté, Morand fait l’année suivante l’acquisition d’un terrain enclavé dans ceux de l’Hôtel-Dieu, suscitant un lourd contentieux avec ce puissant voisin. L'architecte publie sans attendre un projet de lotissement du « pré Morand ». En 1766, il présente au Consulat de la ville son Projet d’un plan général de la ville de Lyon, ou « Plan circulaire », rival du projet de Perrache au Confluent, mais nettement plus ambitieux. Ce plan a fait l'objet en 1775 d'une planche gravée restée relativement célèbre.
La création d’un quartier neuf, vaste et régulier sur la rive gauche du Rhône doit permettre d'aménager des espaces de promenade et de détente, mais aussi des entrepôts pour l'industrie. Il s’agit d'agrandir la cité dont la plupart des défauts (rues étroites et irrégulières, embarras des ponts, quais et places, défaut d’hygiène, manque d’espace, d’air et de lumière) seront corrigés. L’ensemble s’inscrit dans une enceinte circulaire censée supprimer toute difficulté urbaine par la perfection même de sa forme (influence superficielle des « villes idéales » de l’urbanisme classique).

La construction d’un pont sur le Rhône entre les Terreaux et les Brotteaux est décidée avec l’accord de la ville en 1767 et celui du conseil du roi en 1771. Le pont de bois conçu par Morand est inauguré en 1775 avec un privilège de 99 ans (l’actuel pont Morand est le 3e ouvrage à cet emplacement). Mais dans l’ensemble, malgré quelques constructions et projets avortés, les Brotteaux restent, lorsque survient la Révolution, un lieu de promenade et d’agrément.

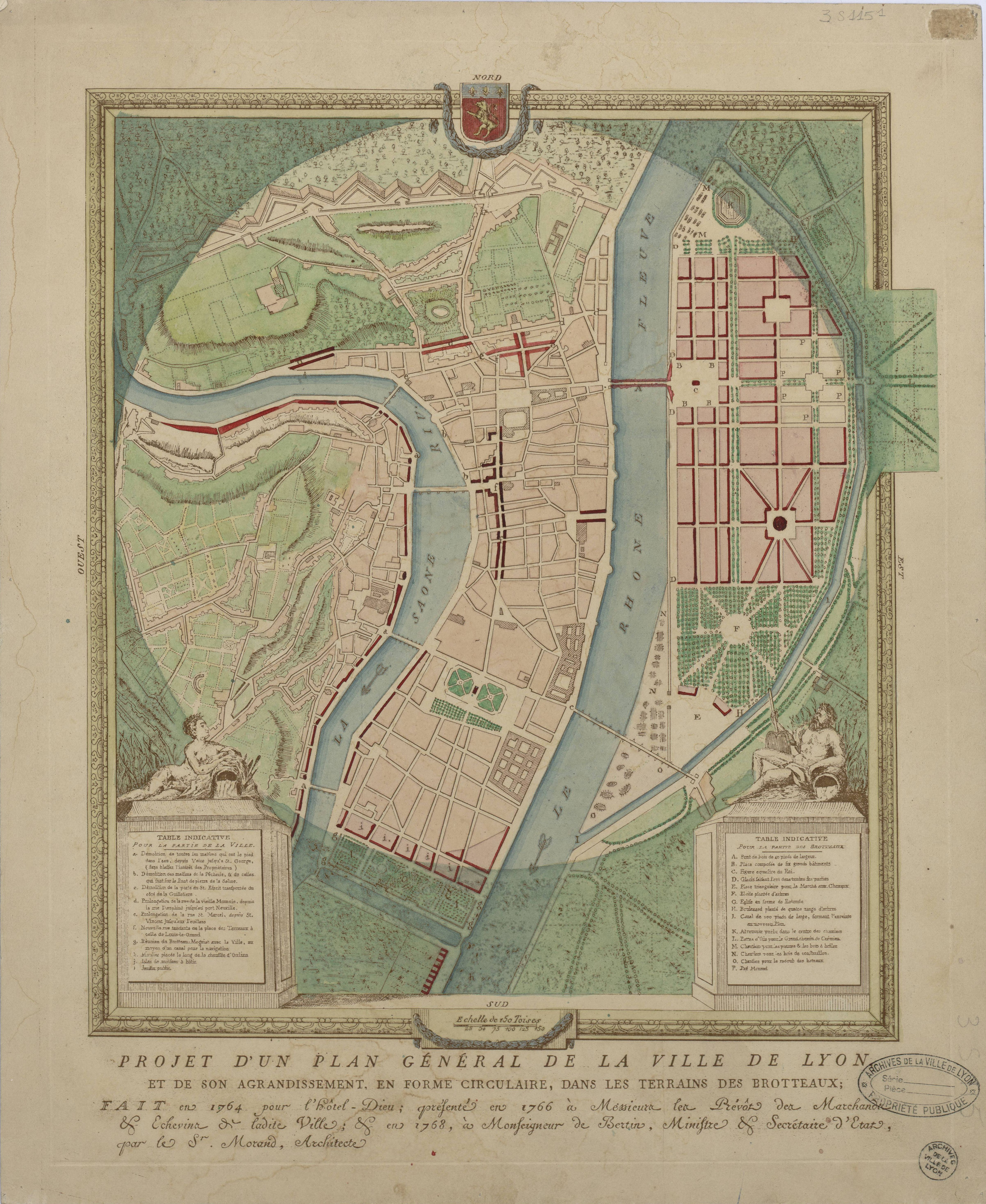
Projet d'un plan général de la Ville de Lyon et de son agrandissement, dans les terrains des Brotteaux par Morand (1764)
Plan d'aménagement des Brotteaux par l'Hôtel-Dieu de Lyon (1763), concurrent de celui de Morand
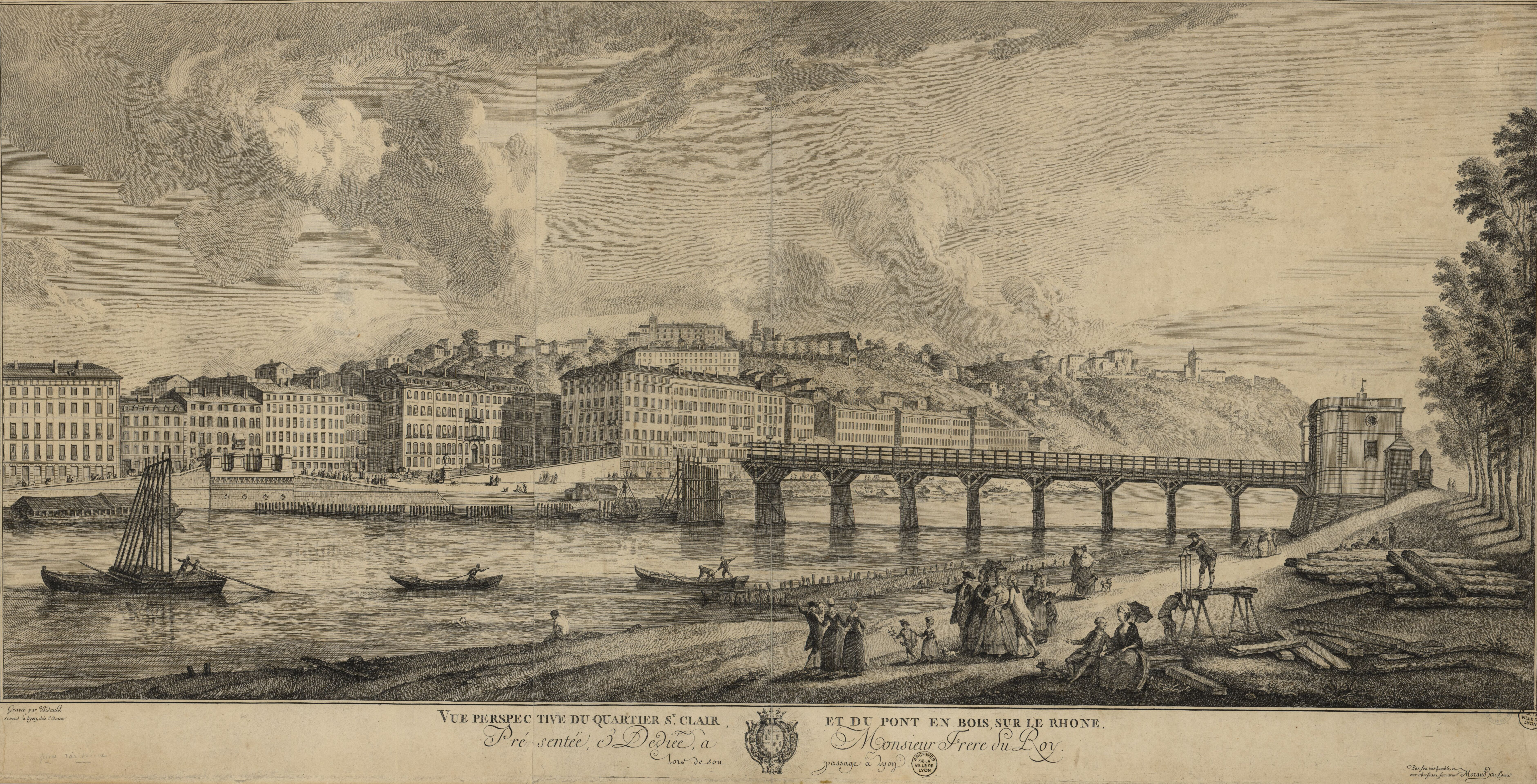
Vue perspective de la construction du pont Saint-Clair gravée par Jean-Pierre-Xavier Bidault d'après un dessin de Jean-Antoine Morand (1775)

## Les termes d'une carrière
Peintre de formation, principalement reconnu pour son ingéniosité dans le domaine du trompe-l'œil et de la machinerie, véritable ingénieur ayant jeté un pont sur le Rhône et donné un projet d’une machine hydraulique pour l’alimentation des fontaines du parc du château de Versailles, Morand est un architecte (revendiqué comme tel) qui a peu construit. Ne subsistent actuellement que les trois immeubles du quartier Saint-Clair, le petit hôtel de la préfecture à Roanne et quelques murs de sa maison place Kléber (restaurant Orsi). Artiste et promoteur, il a d’ailleurs pu souffrir d'un statut ambigu.
Concernant les Brotteaux, la combinaison d’un projet privé (lotissement du pré Morand, construction et exploitation du pont) et d’un plan général tourné vers le bien public jetèrent le doute sur les intentions de Morand, accusé par ses détracteurs de vouloir s’enrichir aux dépens du public et en particulier des pauvres dont l’hôtel-Dieu était censé représenter les intérêts. 
Cette ambiguïté marque d’ailleurs l’ensemble de la carrière de Morand, entrepreneur privé, désireux de reconnaissance publique, en particulier sous la forme de places officielles. La fonction de voyer et architecte ordinaire de la Ville lui échappe, mais en novembre 1777, Morand obtient la place d’architecte du Chapitre de la primatiale Saint-Jean, dont les chanoines ont le titre de comtes de Lyon. Entre 1780 et 1783, Morand est officiellement voyer inspecteur dans le ressort de la justice du Cloître (le quartier de la cathédrale) et du Comté, ce qui lui permet d’intervenir en tant qu’urbaniste à l’échelle d’un quartier de la ville. Enfin, désirant la protection de la noblesse (il intervient à partir des années 1770 sur plusieurs châteaux, dont le château de Montribloud), Morand cherche également à l’obtenir pour lui-même, via la reconnaissance de ses travaux. Il entreprend de longues démarches, pour obtenir le cordon de l’ordre de Saint-Michel qui récompense les artistes méritants.
En 1794, lors du siège de Lyon par les troupes de la Convention, désireux de préserver la structure du pont qu'il avait lui-même construit et que sa Compagnie exploitait, il choisit d'en démonter une partie plutôt que de laisser les Royalistes le détruire purement et simplement pour empêcher l’entrée des troupes. Jugé par une commission révolutionnaire, Morand nie toutes convictions royalistes, vante son désintéressement et son attachement au bien public. Il est néanmoins condamné et guillotiné. Allant à l'échafaud, il exprime (selon la tradition familiale) ses regrets de ne pas y avoir été conduit le 21 janvier, "jour anniversaire de la mort de son Roi".
Franc-maçon, il est membre de la loge lyonnaise La Bienfaisance.

## Portraits
- Pierre Bernard. Bernard. Portrait de Jean-Antoine Morand (1764). Pastel. Coll. particulière (cf photo : Archives municipales de Lyon, 5 PH 8247).
- Joseph Chinard. Buste de Jean-Antoine Morand (c. 1789). Terre cuite. Coll. particulière (cf photo : Archives municipales de Lyon, 5 PH 8249).
- Joseph Chinard (école de). Buste de Jean-Antoine Morand (c. 1810). Plâtre. Coll. Musée de Grenoble (MG 384).
- Couturier et Quenedey. Portrait posthume de Jean-Antoine Morand (c. 1810). Estampe.
- Louis Thomassin. Portrait posthume de Jean-Antoine Morand (c. 1810). Crayon noir et estompe sur papier vélin. Coll. particulière.
- Aurélie Moreau. Le buste de Morand (2006) se trouve dans le parking souterrain, place Maréchal-Lyautey (Lyon 6e arr.)[10].